# Hedskål
Hedskål (Plectania melastoma) är en svampart som först beskrevs av James Sowerby, och fick sitt nu gällande namn av Karl Wilhelm Gottlieb Leopold Fuckel 1870. Hedskål ingår i släktet Plectania och familjen Sarcosomataceae.  Arten är reproducerande i Sverige. Inga underarter finns listade i Catalogue of Life.